# Кавказ (Чекмагушівський район)
Кавка́з (рос. Кавказ, башк. Кавказ) — присілок у складі Чекмагушівського району Башкортостану, Росія. Входить до складу Старокалмашевської сільської ради.
Населення — 9 осіб (2010; 22 у 2002).
Національний склад:
- башкири — 59 %
- татари — 41 %